# Дискография Kalafina
Японской группой Kalafina было выпущено 5 студийных альбомов, 2 концертных альбома, 3 сборника лучших хитов, 1 акустический альбом, 1 мини-альбом ремиксов, 22 сингла, 9 концертных видеоальбомов, а также снято 26 музыкальных видеоклипов.

## Альбомы

### Студийные альбомы
| Год  | Название         | Позиции в чартах Oricon | Позиции в чартах Oricon | Ист.  |
| Год  | Название         | Место                   | Недели                  | Ист.  |
| ---- | ---------------- | ----------------------- | ----------------------- | ----- |
| 2009 | Seventh Heaven   | 8                       | 19                      | [ 1 ] |
| 2010 | Red Moon         | 5                       | 9                       | [ 2 ] |
| 2011 | After Eden       | 3                       | 11                      | [ 3 ] |
| 2013 | Consolation      | 3                       | 15                      | [ 4 ] |
| 2015 | far on the water | 2                       | 21                      | [ 5 ] |

### Мини-альбомы
| Год  | Название     | Позиции в чартах Oricon | Позиции в чартах Oricon | Ист.  |
| Год  | Название     | Место                   | Недели                  | Ист.  |
| ---- | ------------ | ----------------------- | ----------------------- | ----- |
| 2008 | Re/oblivious | 37                      | 6                       | [ 6 ] |

### Сборники
| Год  | Название                         | Позиции в чартах Oricon | Позиции в чартах Oricon | Ист.  |
| Год  | Название                         | Место                   | Недели                  | Ист.  |
| ---- | -------------------------------- | ----------------------- | ----------------------- | ----- |
| 2014 | THE BEST «Blue»                  | 3                       | 21                      | [ 7 ] |
| 2014 | THE BEST «Red»                   | 4                       | 16                      | [ 8 ] |
| 2018 | Kalafina All Time Best 2008—2018 | 6                       | 12                      | [ 9 ] |

### Концертные альбомы
| Год  | Название | Позиции в чартах Oricon | Позиции в чартах Oricon | Ист.   |
| Год  | Название | Место                   | Недели                  | Ист.   |
| ---- | --- | ----------------------- | ----------------------- | ------ |
| 2013 | Kalafina 5th Anniversary LIVE SELECTION 2009—2012                                                                      | 11                      | 4                       | [ 10 ] |
| 2016 | Kalafina 8th Anniversary Special products The Live Album「Kalafina LIVE TOUR 2014」at TOKYO INTERNATIONAL FORUM HALL A | 14                      | 4                       | [ 11 ] |

### Другие альбомы
| Год  | Название                                | Позиции в чартах Oricon | Позиции в чартах Oricon | Ист.   |
| Год  | Название                                | Место                   | Недели                  | Ист.   |
| ---- | --------------------------------------- | ----------------------- | ----------------------- | ------ |
| 2016 | Winter Acoustic «Kalafina with Strings» | 15                      | 6                       | [ 12 ] |

## Синглы
| Дата выхода      | Название                                                                                  | Позиция в Oricon чартах | Позиция в Oricon чартах | Альбом                                                                  | Используется в качестве заглавной темы | Ист.   |
| Дата выхода      | Название                                                                                  | Место                   | Недели                  | Альбом                                                                  | Используется в качестве заглавной темы | Ист.   |
| ---------------- | ----------------------------------------------------------------------------------------- | ----------------------- | ----------------------- | ----------------------------------------------------------------------- | -------------------------------------- | ------ |
| 23 января 2008   | «oblivious»                                                                               | 8                       | 24                      | Seventh Heaven                                                          | Kara no Kyoukai                        | [ 13 ] |
| 30 июля 2008     | «sprinter/ARIA»                                                                           | 10                      | 8                       | Seventh Heaven                                                          | Kara no Kyoukai                        | [ 14 ] |
| 24 декабря 2008  | «fairytale»                                                                               | 9                       | 6                       | Seventh Heaven                                                          | Kara no Kyoukai                        | [ 15 ] |
| 4 марта 2009     | «Lacrimosa»                                                                               | 14                      | 7                       | Red Moon                                                                | Black Butler                           | [ 16 ] |
| 1 июля 2009      | «storia»                                                                                  | 15                      | 4                       | Red Moon                                                                | Rekishi Hiwa Historia                  | [ 17 ] |
| 28 октября 2009  | «progressive»                                                                             | 14                      | 3                       | Red Moon                                                                | —                                      | [ 18 ] |
| 20 января 2010   | «Hikari no Senritsu» 光の旋律 (яп. Melody of Light)                                       | 7                       | 11                      | Red Moon                                                                | So Ra No Wo To                         | [ 19 ] |
| 15 сентября 2010 | «Kagayaku Sora no Shijima ni wa» 輝く空の静寂には (яп. In the Silence of the Shining Sky) | 14                      | 5                       | After Eden                                                              | Black Butler season 2                  | [ 20 ] |
| 16 февраля 2011  | «Magia»                                                                                   | 7                       | 21                      | After Eden                                                              | Puella Magi Madoka Magica              | [ 21 ] |
| 18 апреля 2012   | «to the beginning»                                                                        | 11                      | 17                      | Consolation                                                             | Fate/zero                              | [ 22 ] |
| 18 июля 2012     | «moonfesta ~ムンフェスタ~»                                                                | 11                      | 4                       | Consolation                                                             | Minna no Uta                           | [ 23 ] |
| 24 октября 2012  | «Hikari Furu» ひかりふる (яп. Light Falls)                                                | 4                       | 13                      | Consolation                                                             | Puella Magi Madoka Magica films        | [ 24 ] |
| 2 октября 2013   | «Alleluia» アレルヤ (яп. Areruya)                                                         | 10                      | 7                       | -                                                                       | Kara no Kyoukai                        | [ 25 ] |
| 6 ноября 2013    | «Kimi no Gin no Niwa» 君の銀の庭 (яп. Your Silver Garden)                                 | 4                       | 16                      | -                                                                       | Puella Magi Madoka Magica films        | [ 26 ] |
| 6 августа 2014   | «heavenly blue»                                                                           | 15                      | 12                      | far on the water                                                        | Aldnoah.Zero                           | [ 27 ] |
| 19 ноября 2014   | «believe»                                                                                 | 10                      | 10                      | far on the water                                                        | Fate/stay night: Unlimited Blade Works | [ 28 ] |
| 13 мая 2015      | «ring your bell»                                                                          | 8                       | 10                      | far on the water                                                        | Fate/stay night: Unlimited Blade Works | [ 29 ] |
| 12 августа 2015  | «One Light»                                                                               | 10                      | 8                       | far on the water                                                        | Arslan Senki                           | [ 30 ] |
| 16 марта 2016    | "Alcira no Hoshi" (яп. アルシラの星 Star of Alzira) (совместно с Синдзи Танимурой)        | 37                      | 1                       |                                                                         | Chikyu Gekijou                         | [ 31 ] |
| 10 августа 2016  | «blaze»                                                                                   | 10                      | 6                       | Arslan Senki: Fuujin Ranbu                                              | [ 32 ]                                 |        |
| 5 апреля 2017    | «into the world / Μärchen (яп. メルヒェン Meruhien)»                                      | 9                       | 7                       | Rekishi Hiwa Historia / Kubikiri Cycle: Aoiro Savant to Zaregoto Tsukai | [ 33 ]                                 |        |
| 9 августа 2017   | "Hyakka Ryouran" (яп. 百火撩乱 Riot of a Hundred Flames)                                  | 9                       | 10                      | Katsugeki/Touken Ranbu                                                  | [ 34 ]                                 |        |

## Видеоальбомы
| Год  | Название                                                                                            | Позиции в чартах Oricon | Позиции в чартах Oricon | Описание | Ист.   |
| Год  | Название                                                                                            | Место                   | Недели                  | Описание | Ист.   |
| ---- | --------------------------------------------------------------------------------------------------- | ----------------------- | ----------------------- | --- | ------ |
| 2010 | Kalafina LIVE 2010 «Red Moon» at JCB HALL ~Kajiura Produce 3rd Anniversary LIVE TOUR~               | 9                       | 1                       | Первый видеоальбом группы Kalafina, включающий песни из их студийных альбомов Seventh Heaven и Red Moon, а также композицию «sapphire» из сингла «Hikari no Senritsu». | [ 35 ] |
| 2011 | Kalafina «After Eden» Special LIVE 2011 at TOKYO DOME CITY HALL                                     | 28                      | 2                       | Второй видеоальбом группы Kalafina, включающий песни из их студийных альбомов Seventh Heaven, Red Moon и After Eden, а также композицию «adore» из сингла «Kagayaku Sora no Shijima ni wa». | [ 36 ] |
| 2013 | Kalafina Live Tour 2013 «Consolation» Special Final at TOKYO INTERNATIONAL FORUM HALL A             | 11                      | 8                       | Третий видеоальбом группы Kalafina, включающий песни из всех четырёх студийных альбомов, версию песни «Magia» с более насыщенным струнным сопровождением из сингла «Hikari Furu», а также инструментальную композицию «when the fairy tale ends» из саундтрека к аниме Kara no Kyoukai. Помимо обычных для «живых» выступлений Kalafina музыкантов (гитарист, бас-гитарист, клавишник, ударник и скрипач), на концерт были приглашены аккордеонист, виолончелист и флейтистка. | [ 37 ] |
| 2015 | Kalafina LIVE THE BEST 2015 «Red Day» at Nippon Budokan                                             | 6                       | 8                       | Четвёртый видеоальбом группы Kalafina. Мероприятие проходило в течение двух дней на арене «Ниппон Будокан». В первый день на сцене звучали песни преимущественно из сборника THE BEST «Red», а также другие композиции прошлых лет. В сентябре 2015 г. состоялся выпуск видео с композицией «ring your bell», спетой в первый концертный день, но вырезанной из финального релиза. | [ 38 ] |
| 2015 | Kalafina LIVE THE BEST 2015 «Blue Day» at Nippon Budokan                                            | 5                       | 12                      | Пятый видеоальбом группы Kalafina. Мероприятие проходило в течение двух дней на арене «Ниппон Будокан». Во второй день группа главным образом исполняла композиции из сборника THE BEST «Blue», которые перемежались с различными песнями предыдущих творческих периодов. В сентябре 2015 г. состоялся выпуск видео с композицией «far on the water», спетой во второй концертный день, но вырезанной из финального релиза. | [ 39 ] |
| 2016 | Kalafina LIVE TOUR 2015 ~ 2016 «far on the water» Special FINAL at Tokyo International Forum Hall A | 10                      | 7                       | Шестой видеоальбом группы Kalafina, включающий все песни из студийного альбома far on the water, композиции из других альбомов, несколько редко исполняющихся на записанных концертах би-сайдов из синглов участниц, а также инструментальную композицию с сольным фортепианным исполнением в качестве прелюдии под названием «nightmare ballet» из саундтрека к полнометражному аниме-фильму Gekijouban Puella Magi Madoka Magica Shinpen: Hangyaku no Monogatari. | [ 40 ] |
| 2017 | Kalafina Arena LIVE 2016 at Nippon Budokan                                                          | 6                       | 7                       | Седьмой видеоальбом группы Kalafina. Концерт проходил в течение двух дней, 16-17 сентября 2016 года, на арене «Ниппон Будокан». В финальное издание вошло «живое» исполнение всех песен в первый день, а также те композиции от 17 сентября, которые не повторялись в предыдущий день данного концертного мероприятия. В качестве бонусного видео на диске представлена документальная короткометражка в двух частях: The Document of Kalafina Arena LIVE 2016 at Nippon Budokan о подготовке к выступлению на знаменитой японской арене и Kalafina LIVE 2016 «far on the water» in Mexico о пребывании певческого трио в столице Мексики 18-20 февраля 2016 года во время латиноамериканских гастролей группы.                       | [ 41 ] |
| 2017 | Kalafina «9＋ONE» at TOKYO INTERNATIONAL FORUM HALL A                                               | 8                       | 6                       | Восьмой видеоальбом группы Kalafina. Мероприятие проходило в течение двух дней, 3-4 июня 2017 года, в концертном зале Токийского международного форума. В финальное издание вошло «живое» исполнение всех песен во второй день. | [ 42 ] |
| 2018 | Kalafina 10th Anniversary LIVE 2018 at Nippon Budokan                                               | 4                       | 12                      | Девятый видеоальбом группы Kalafina, вышедший по случаю 10-летней годовщины с момента образования музыкально-певческого коллектива. Юбилейное мероприятие проходило 23 января 2018 года на знаменитой токийской арене «Ниппон Будокан». Его отличительной особенностью явилось то, что поклонникам предоставилась уникальная возможность заранее проголосовать за наиболее достойные по их мнению песни, исходя из чего и был составлен концертный сет-лист. В финальное дисковое издание вошло большинство прозвучавших на арене песен, кроме воспроизведённых фоном под занавес «Samidare ga Sugita Koro ni», «Yasashii Uta», а также инструментальной композиции «when the fairy tale ends» из саундтрека к аниме Kara no Kyoukai. | [ 43 ] |

## Видеоклипы
| Год  | Название                                                |
| ---- | ------------------------------------------------------- |
| 2008 | «sprinter»                                              |
| 2008 | «fairytale»                                             |
| 2008 | «oblivious»                                             |
| 2009 | «seventh heaven»                                        |
| 2009 | «Lacrimosa»                                             |
| 2009 | «storia»                                                |
| 2009 | «progressive»                                           |
| 2010 | «Hikari no Senritsu» (яп. 光の旋律)                     |
| 2010 | «Kagayaku Sora no Shijima ni wa» (яп. 輝く空の静寂には) |
| 2011 | «Magia»                                                 |
| 2011 | «symphonia»                                             |
| 2012 | «to the beginning»                                      |
| 2012 | «moonfesta» (яп. moonfesta～ムーンフェスタ～)           |
| 2012 | «Hikari Furu» (яп. ひかりふる)                          |
| 2013 | «Yume no Daichi» (яп. 夢の大地)                         |
| 2013 | «Kimi no Gin no Niwa» (яп. 君の銀の庭)                  |
| 2014 | «heavenly blue»                                         |
| 2014 | «believe»                                               |
| 2015 | «ring your bell»                                        |
| 2015 | «One Light»                                             |
| 2015 | «far on the water»                                      |
| 2016 | «Alcira no Hoshi» (яп. アルシラの星)                    |
| 2016 | «blaze»                                                 |
| 2017 | «into the world»                                        |
| 2017 | «Μärchen» (яп. メルヒェン)                              |
| 2017 | «Hyakka Ryouran» (яп. 百火撩乱)                         |